# چوکان ولی‌خان‌اف

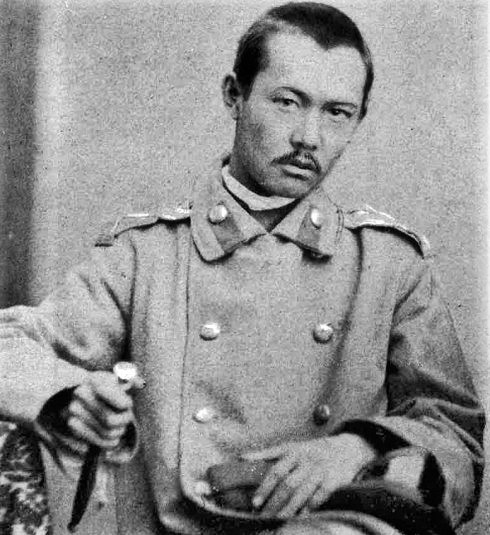

چوکان چینگیسوویچ ولی‌خان‌اف (به روسی: Чокан Чингисович Валиханов) یا چوکان چنگیزاولی ولی‌خان‌اف (به قزاقی: Шоқан Шоқан Шыңғысұлы Уәлиханов، شوقان شىڭعىسۇلى ءۋاليحانوۆ) یا محمد حنفیه (موخمد قنفیه) (به قزاقی: Мұхаммед Қанафия،‌ مۇحاممەد قانافيا) زادهٔ نوامبر ۱۸۳۵- مرگ ۱۰ آوریل ۱۸۶۵) پژوهشگر، تاریخ‌دان و مردمشناس قزاق بود. ولی‌خان‌اف در رویداد معروف به بازی بزرگ مشارکت داشت. او را پدر تاریخ‌نگاری و قوم‌نگاری قزاقستان می‌دانند. 
ولی‌خان‌اف از تبار آبیلای‌خان بوده و به واسطهٔ او نسبش به چنگیز خان می‌رسید. 